# Conus planaxis
Conus planaxis é uma espécie de gastrópode do gênero Conus, pertencente a família Conidae.